# アンドレア・ナーレス
アンドレア・ナーレス（ドイツ語: Andrea Maria Nahles、1970年6月20日 - ）は、ドイツの政治家。2018年4月から2019年6月までドイツ社会民主党 （SPD）の党首を務めた。このほか、SPDの副党首、幹事長、連邦議会議員団長や労働・社会大臣を歴任。 

## 経歴

### 生い立ち
1970年にメンディヒで生まれる。ラインラント＝プファルツ州の農村部のアイフェル地方で育ち1989年に高校を卒業。 ボン大学で政治 、哲学、ドイツの語学・文学を学び修士号を取得した。 

### 政治家として
1988年にドイツ社会民主党（SPD）に入党する。その後1993年から、党のラインラント＝プファルツ州の青年部代表、1995年からは全国組織での青年部代表を務めた。1997年にはSPDの党執行部のメンバーとなる。1998年に連邦議会の議員に当選。   
2009年11月にドレスデンで開催された党大会でSPDの幹事長に選出される。 
2013年には第3次メルケル内閣で労働・社会大臣に就任し、初入閣。 

### 社会民主党党首
2018年4月22日、党大会で社会民主党の初の女性党首に選出される。155年ものSPDの歴史で唯一の女性党首となり、ドイツにおける2大政党の党首がともに女性となった（もう一方はCDUのメルケル）。しかし2019年5月の欧州議会議員選挙でSPDは大敗し、その直後SPDの牙城であるブレーメン州議会選挙でも第1党の座を73年ぶりに失うなど党の退潮を止められず、6月3日に党首を辞任する意向を表明した。翌日には党代表幹事も辞職。さらに11月1日付で国会議員も辞任し、政界から引退した。